# Pseudolinda quinquepunctata
Pseudolinda quinquepunctata – gatunek chrząszcza z rodziny kózkowatych i podrodziny zgrzypikowych. Jedyny przedstawiciel rodzaju Pseudolinda.

## Zasięg występowania
Gatunek ten występuje w płudniowym Meksyku (notowany w stanach Tlaxcala, Chiapas i Oaxaca), Gwatemali oraz Hondurasie.